# 宝顶山摩崖造像
宝顶山摩崖造像位于重庆市大足区宝顶镇，是世界文化遗产——大足石刻的重要组成部分。1961年入选第一批全国重点文物保护单位。1999年大足石刻被列为世界文化遗产。

## 历史
寶頂山又名香山，原称宝峰山。造像開鑿於南宋淳熙六年（1179年），歷時70餘年。創始人為宋蜀中名僧趙智鳳。此處的摩崖造像，是以大佛灣（古名廣大寶樓閣）為中心，其餘的分布在周圍的小佛灣(古名大寶樓閣)、倒塔坡、龍頭山、三元洞、大佛坡、仁功山（黃桷坡）、殊始山、無憂石（俗稱對面佛）、岩灣、龍潭、佛祖寺、佛祖岩、三塊碑（毗盧寺、斷佛岩）、高觀音、廣大山（含廣大寺，俗稱「小寶頂」）、松林坡、塔耳田等18處地方（此外尚有龍神村、塔耳山、三官堂、茨竹溝、新廟子、聖水溝、東嶽廟、菩薩堡等處。）主要開鑿於南宋淳熙至淳祐年間（1174—1252年）。其中大佛湾石刻造像规模最大，其崖面长约500米，高约8～25米。造像刻于东、南、北三面崖壁上，艺术价值最高，保存最完好。宝顶山是佛教圣地之一，有造像近万尊，有“上朝峨嵋，下朝宝顶”之说。

## 石刻分布

### 大佛湾造像
大佛湾呈马蹄形，回旋500余米，在东、南、北三面，最高达20米的石壁上刻像，共32号，长卷巨幅，气势宏大，保存完好率居全国各处摩崖造像之冠。大佛湾形状与印度阿旃陀石窟相似，但规模不及，且阿旃陀并非有计划的统一造像。此处经文、偈颂特多。
- 第1号镇坛虎，摩崖。虎头高1.1米，身长4米，尾长0.67米。
- 第2号护法神像，摩崖。上部刻九护法神立像，下部刻牛头、猪头、狗头等。全像宽12.6米。
- 第3号六道轮回图，摩崖。刻大转轮王立像，像高6.6米，宽4.8米。轮中刻天、人、阿修罗、饿鬼、地狱、畜生道，宣扬因果报应、生死轮回的佛教思想，规模之大居全国同类造像之冠。
- 第4号广大宝楼阁，又称三仙人图，摩崖。顶高7.8米，像宽3.7米。
- 第5号华严三圣，摩崖。顶高8.2米，全像宽14.5米，中为毗卢遮那佛，左为普贤菩萨，右为文殊菩萨，后壁均匀分布81个小圆窟，窟内均有1个小坐佛。三圣头擎顶岩，身躯前倾，有一种顶天立地之感，对于力学、透视学都有相当水平的应用，为大足石刻最大的立像。
- 第6号五层楼阁式“舍利宝塔”，摩崖。高8米，宽2.7米。
- 第7号妙智宝塔，摩崖。高8.2米，宽2.7米。
- 第8号千手观音龛，大椭圆形，龛高7.2米，像宽12.5米，占壁面积88平方米。观音上方及左右两侧循岩刻千手千眼，如孔雀开屏，千手或作手印，或执法器，集密教手印之大全，展宋代器物于一壁。或屈或伸，或合或离，变化万千，无一雷同，鬼斧神工，金碧辉煌。据载有手1007只，是世界独一无二实有千手的摩崖造像，誉为“天下奇观”。
经过八百载岁月洗礼，垂暮之年的千手观音造像曾出现砂岩风化、手指断裂、金箔脱落等34种病害，被列为全国石质文物保护“一号工程”实施抢救性保护。由中国文化遗产研究院、敦煌研究院、清华大学、大足石刻研究院等单位选派人员组成修复团队，来自国内十多个省市的文物修复师，从2008年前期勘察时的“把脉会诊”，到2011年正式启动修复“实施手术”，像“医生”一样抢救“病入膏肓”的千手观音。截止2015年完工，共完成830只手、227件法器的修复，使用加固材料1.5吨，金箔粘接材料大漆1吨，使用金箔100多万张。[4]
- 第9号化城与舍利宝塔图，两图相连，摩崖。高8.2米，像宽3米。
- 第10号人天毕会图，龛高6.2米，像宽16.7米。
- 第11号释迦涅槃图，俗称卧佛，龛形，位于大佛湾“ㄩ”形正中底部，占据整个东岩。顶高7米，宽31.6米。中刻释迦佛半身右侧卧像，长31米，在全川10米以上唐宋四大卧佛中居首。佛前18弟子，只现半身，如出地中。佛胸部放出两道毫光上升檐顶，现天女9身。卧佛膝以下没入南岩中，有意到笔伏、画外有画之功。
- 第12号九龙浴太子图，摩崖（有条石补砌）。顶高6.4米，像宽4.5米。图左附1号释迦牟尼出世图，龛形，顶高2.3米，像宽2.1米。
- 第13号孔雀明王经变像，龛形。高宽深为5.90×5.60×2.60米。中刻孔雀明王坐于莲台上，左刻一比丘站立，右刻阿修罗与帝释天之战等内容。
- 第14号毗卢道场，窟。6.6×11.6×4.2米，窟内四壁及窟外壁均有精美造像。
- 第15号父母恩重经变相，龛形。高6.9米，宽14.5米，分三重：上重横列七佛半身像；中重中刻“投佛祈求嗣息”，两侧分刻怀胎守护恩、临产受苦恩、生子忘忧恩、咽苦吐苦恩、推干就湿恩、哺育不尽恩、洗濯不尽恩、伪造恶业恩、远行忆念恩、究竟怜悯恩十图；下重刻“阿鼻地狱”。此龛儒学色彩与生活气息特浓，是佛教造像儒教化、中国化、生活化的典型。
- 第16号云雷音图，摩崖。高7米，全像宽6.3米，表现不孝父母天地不容之义。
- 第17号大方便佛报报恩经变相，龛形高7.1米，全像宽14.7米。
- 第18号观无量寿佛经变相，龛形。高8.1米，全像宽20.2米。
- 第19号六耗图，摩崖。顶高8.1米，上端宽3.3米，下端宽1.84米。
- 第20号地狱变相，摩崖。顶高13.8米，宽19.4米。
- 第21号柳本尊行化图，摩崖。顶高14.6米，宽24.8米
- 第22号十大明王像，摩崖。宽24.8米。
- 第23号，系三清像（左，1.85×3.11×0.33米）、赵公明夫妇坐像（右，1.85×1.89×0.47米）两像合编，清宣统时造。
- 第24号道祖、山君龛，1.67×2.59×0.39米，清宣统时造。
- 第25号地母龛，1.45×2.00×0.41米，民国4年造。
- 第26号鲁班仓，空洞。
- 第27号正觉像，俗称半身佛，龛，3.88×3.6×0.84米。
- 第28号石狮露天圆雕，狮头高2.02米，身宽2.30米，
- 第29号圆觉道场，洞窟，6.02×9.55×12.13米。誉为“宋代造像顶峰之作”。
- 第30号牧牛图，摩崖，图高4.55米，长27米。
- 第31号粟呫婆子图，摩崖，高3.1米，宽2.8米。
- 第32号打渔郎佛龛，摩崖。

## 文物保護
1956年8月16日公佈為四川省第一批歷史及革命文物保護單位。1961年3月4日列為第一批全國重點文物保護單位（包括大佛灣、小佛灣、廣大山、龍潭、松林坡）。1980年7月7日重新公佈為四川省第一批文物保護單位。2000年9月7日列為第一批重慶市文物保護單位（包括大佛灣、小佛灣、廣大山、龍頭山、松林坡等以及石門山摩崖造像）。

宝顶山摩崖造像
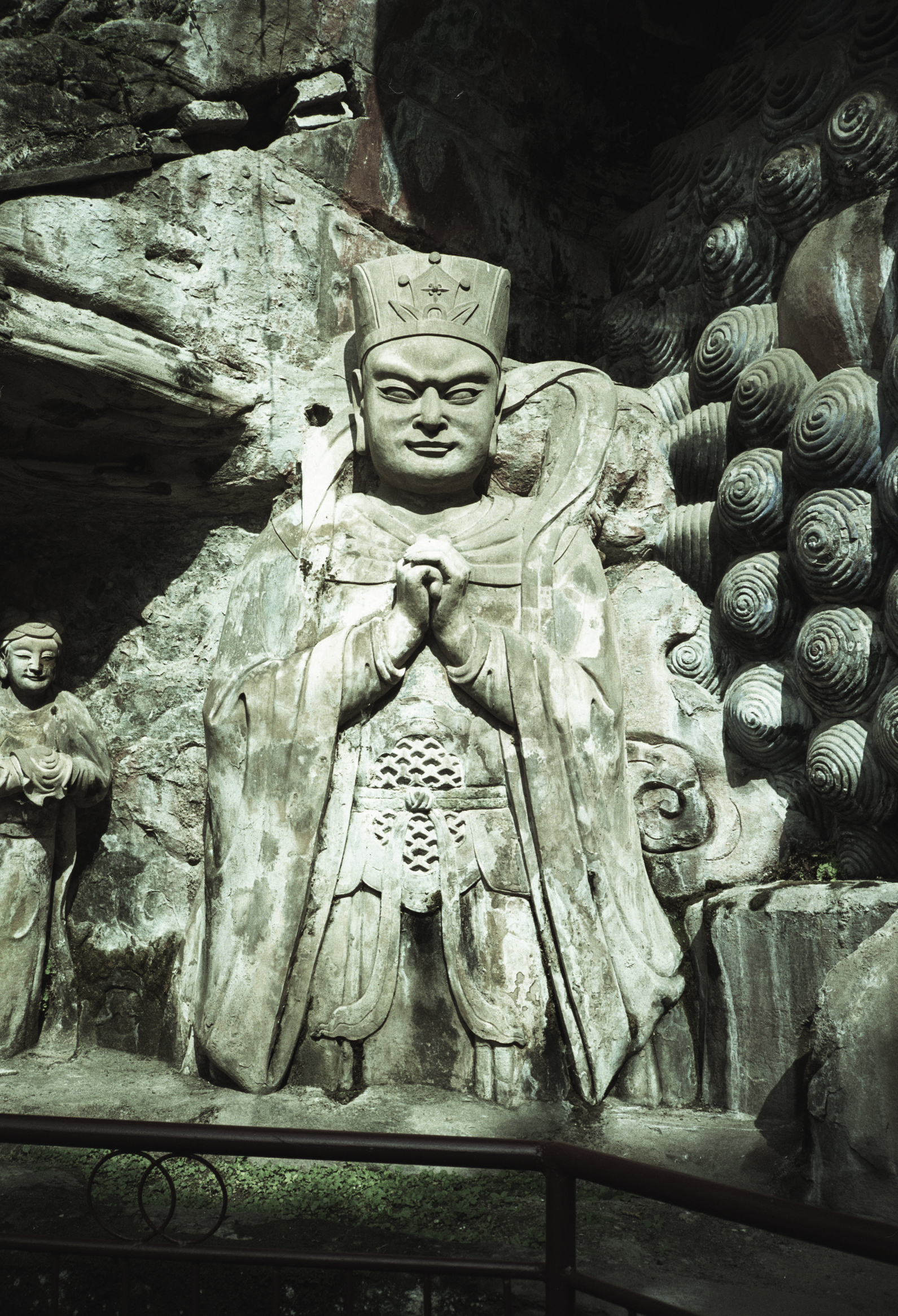
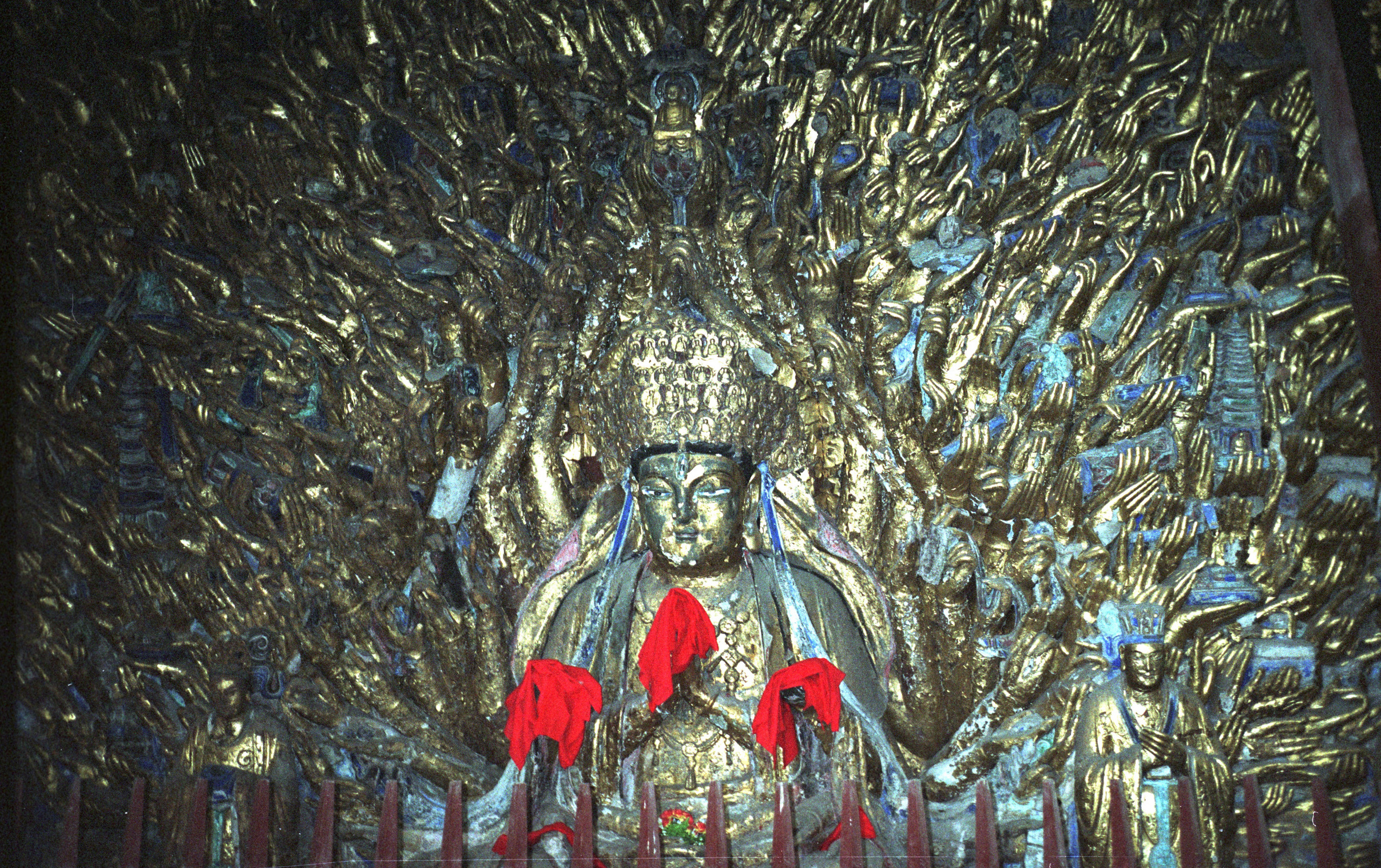
宝顶山千手观音
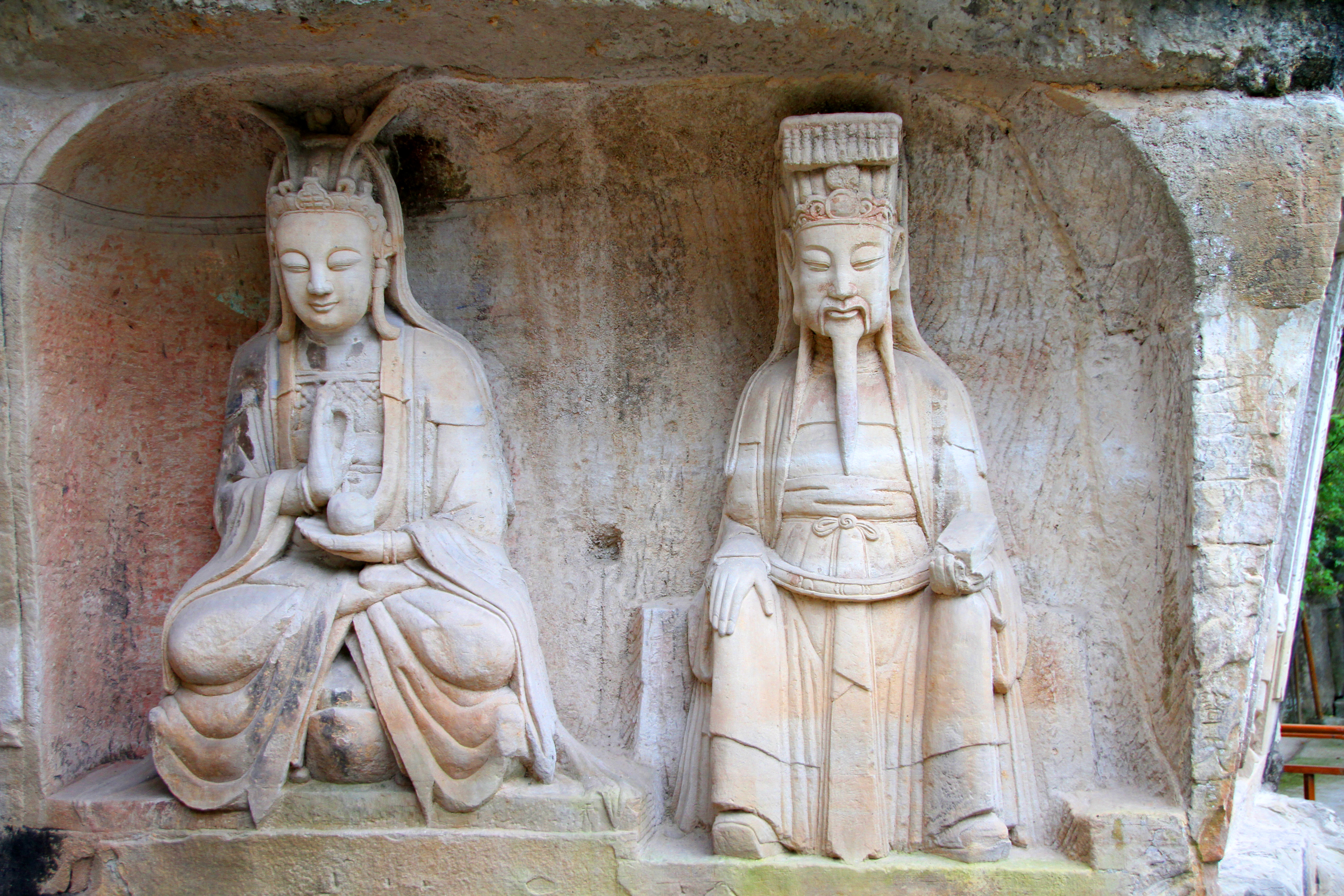
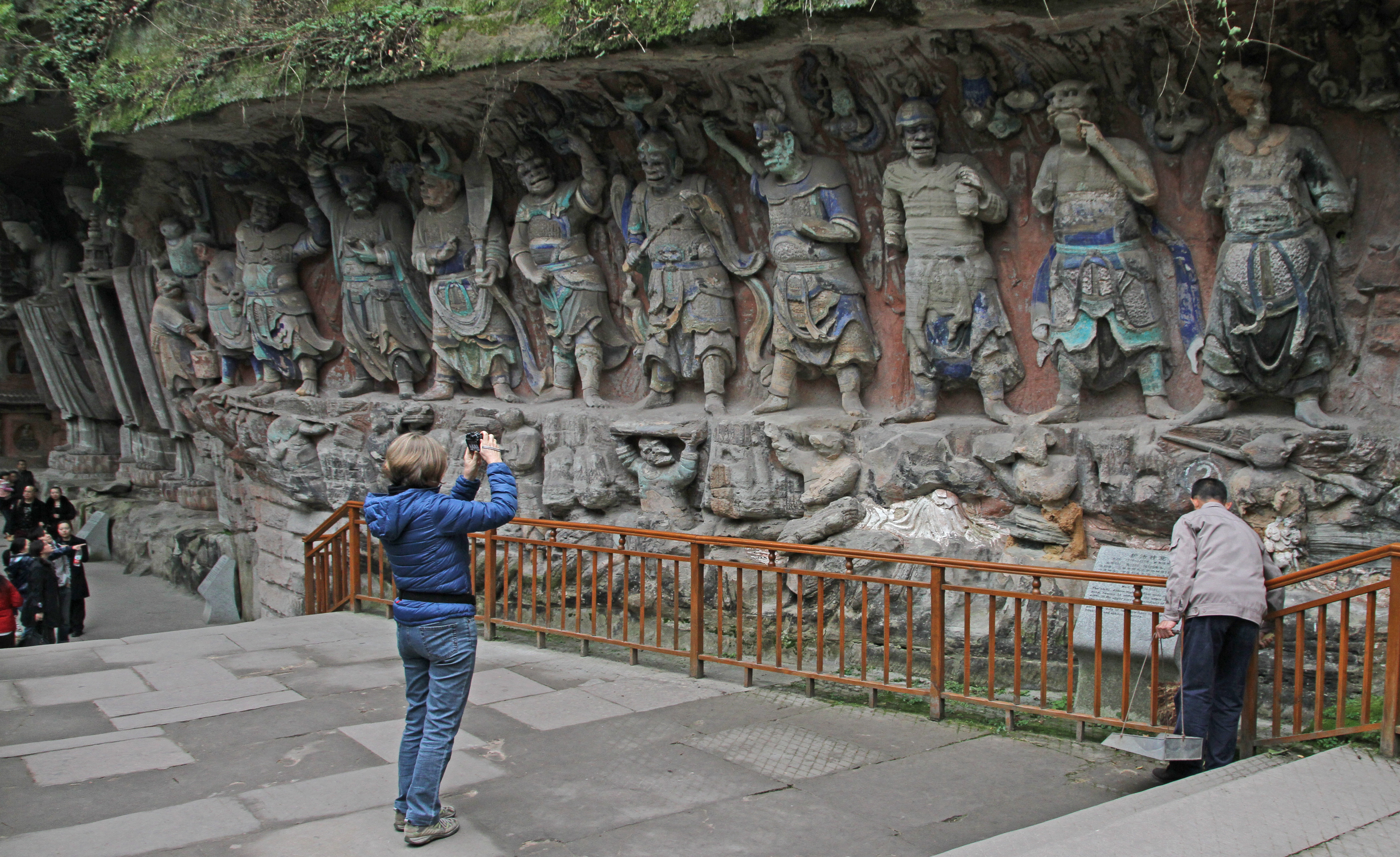
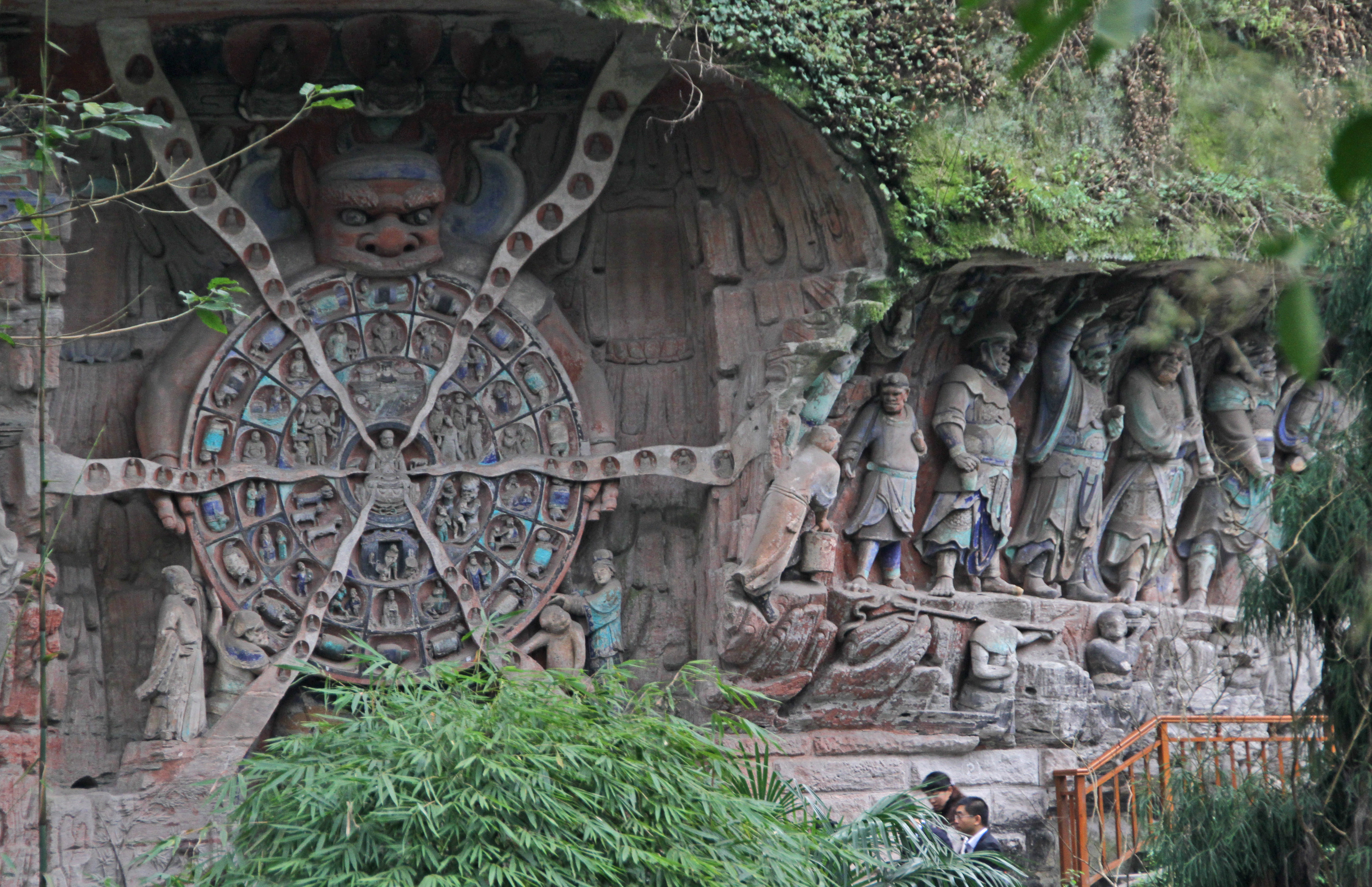
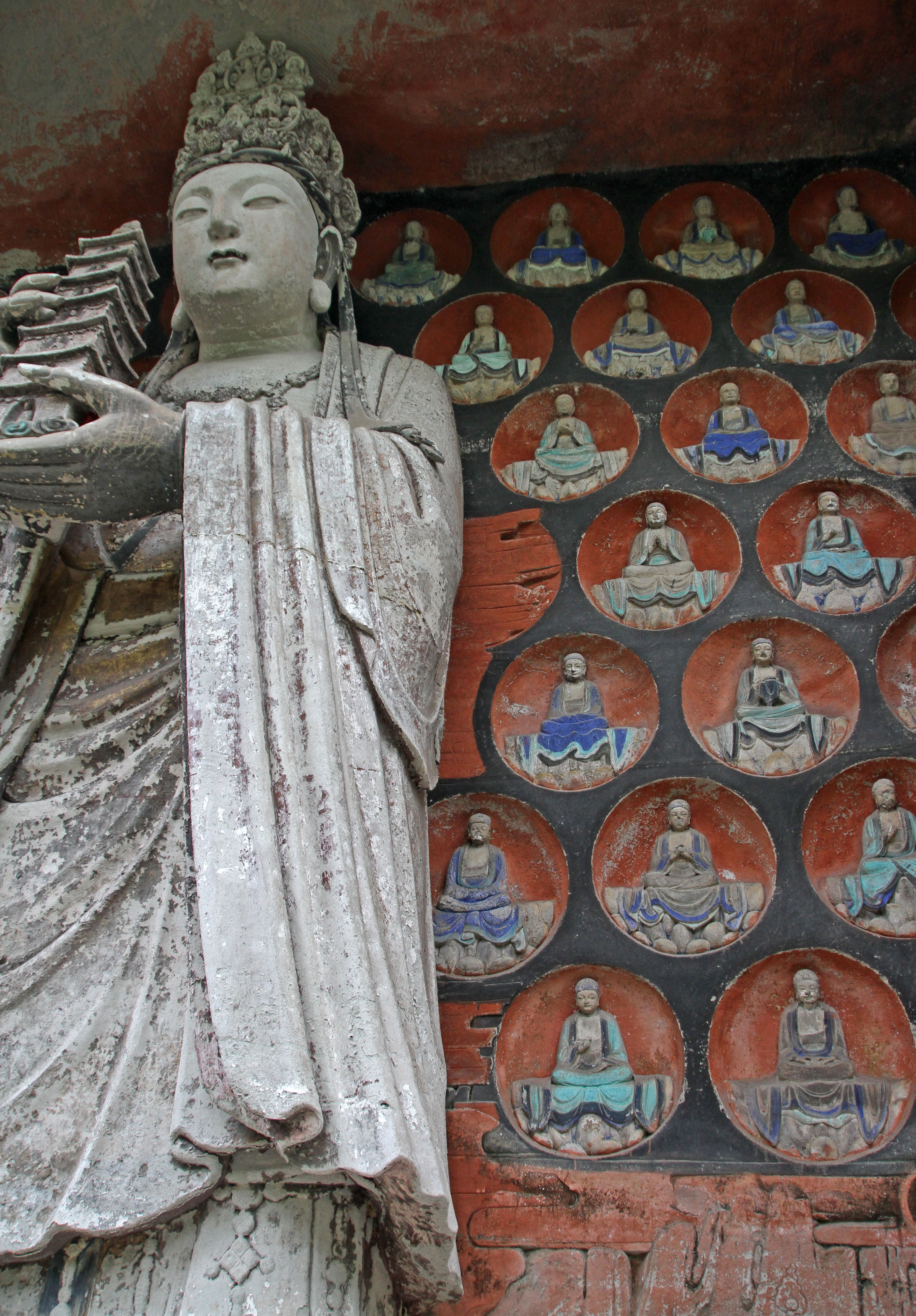
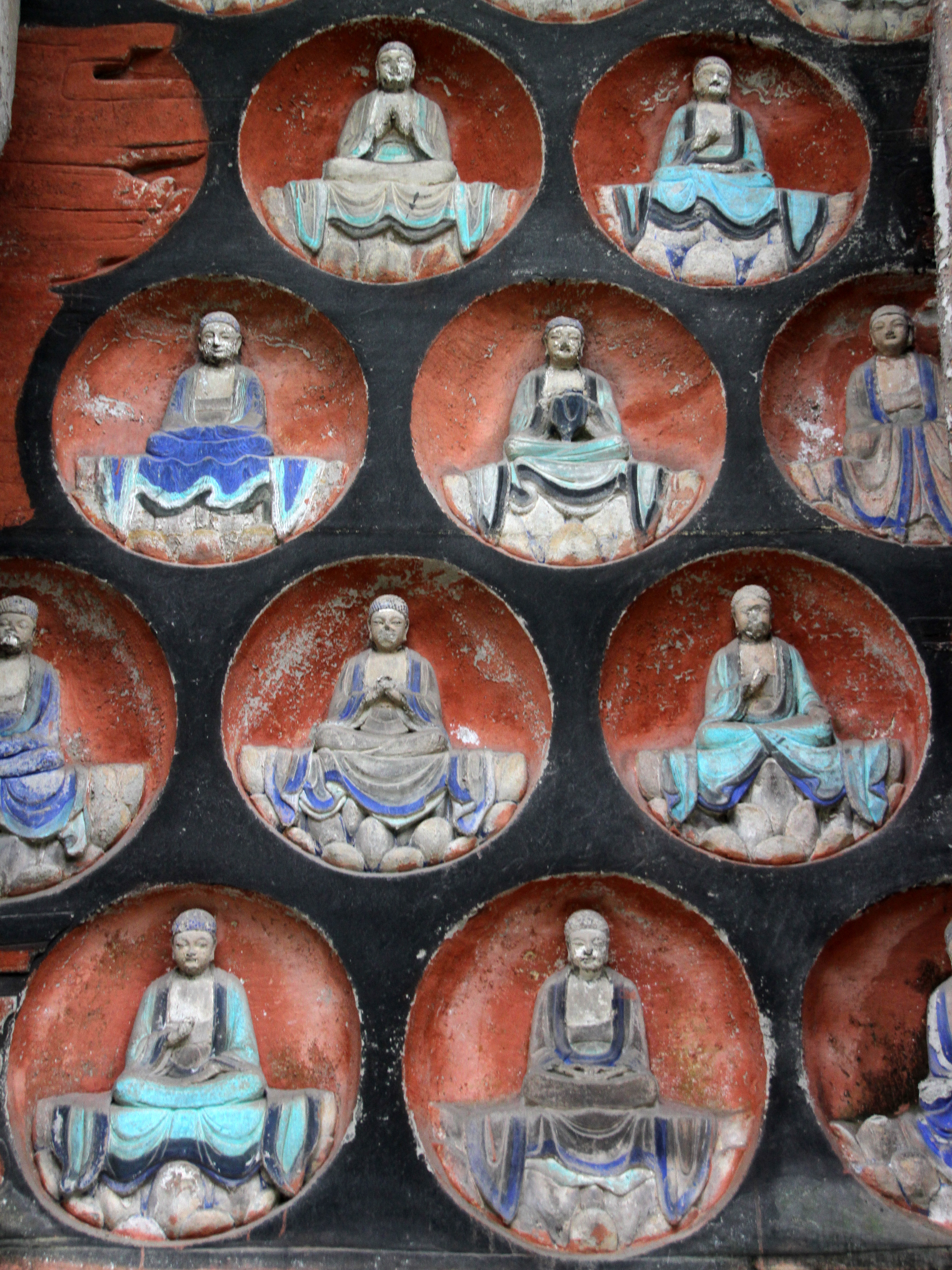
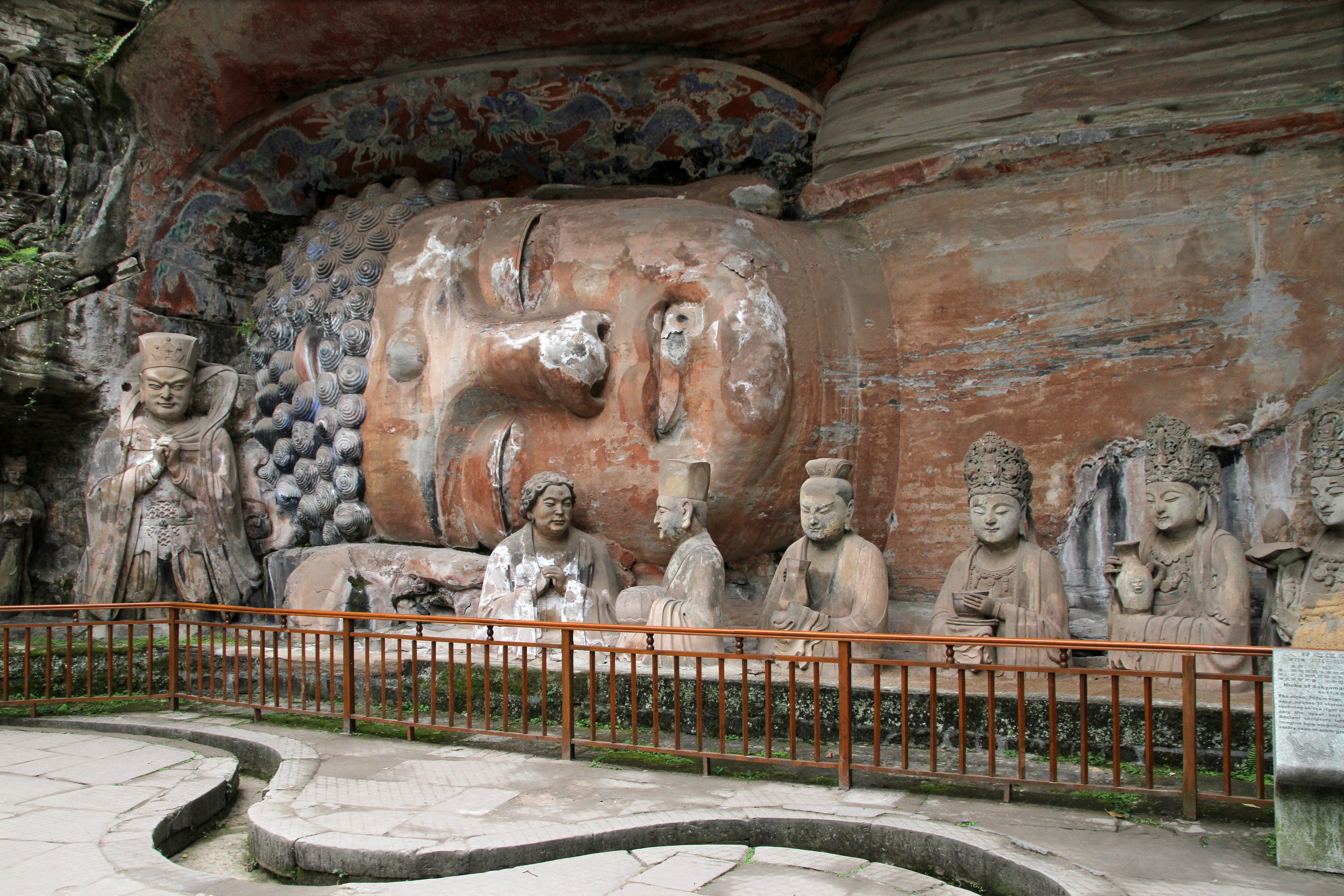
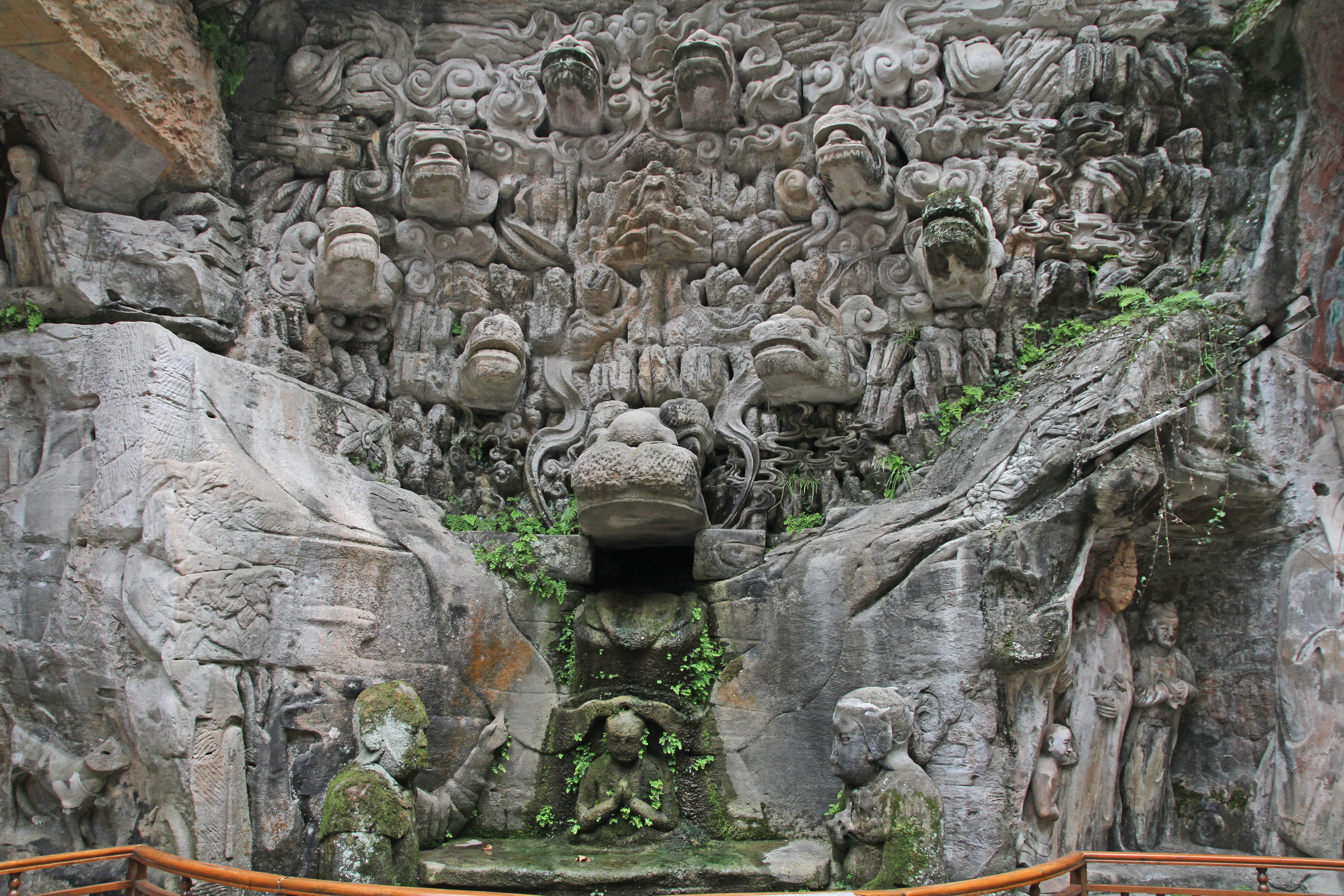
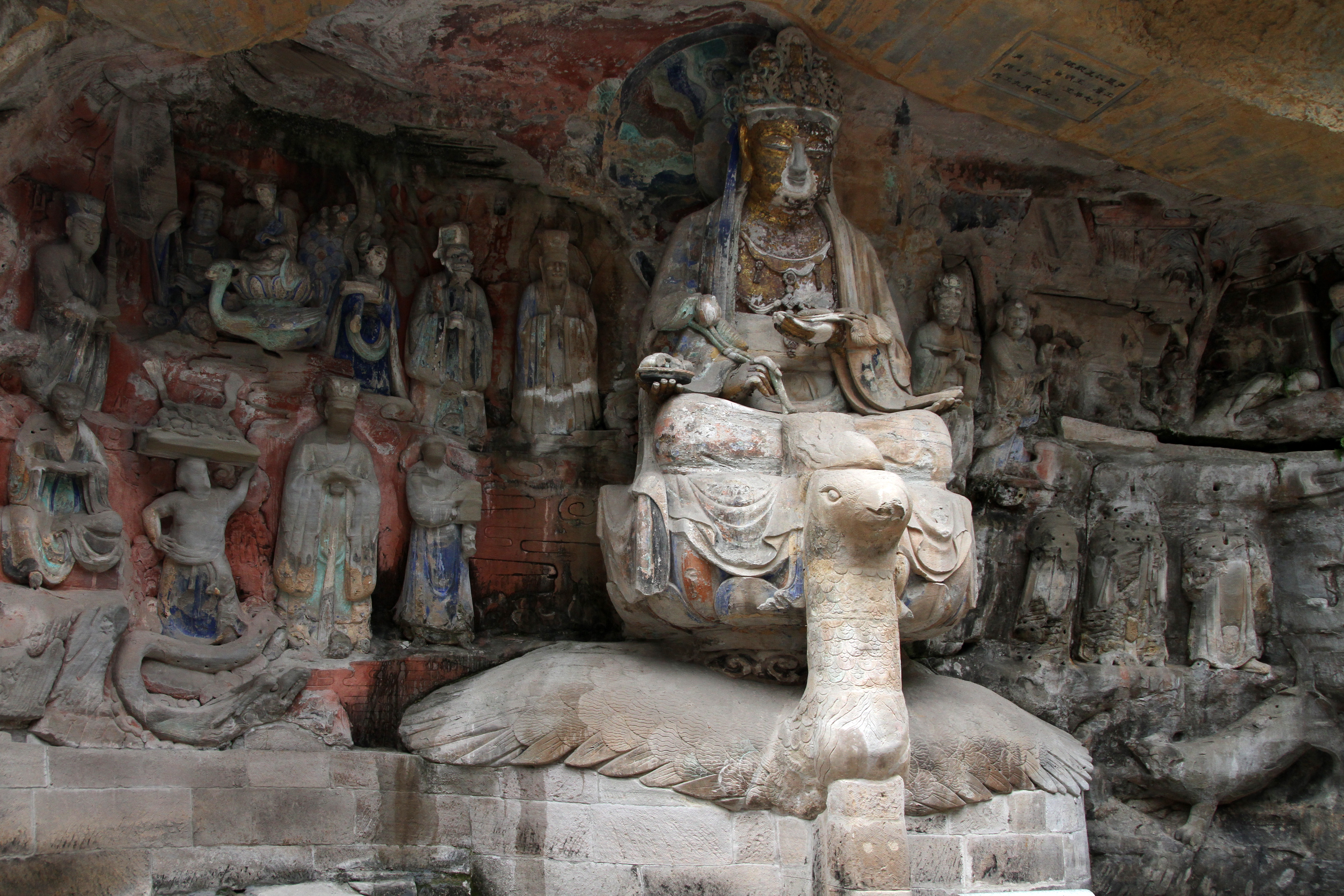
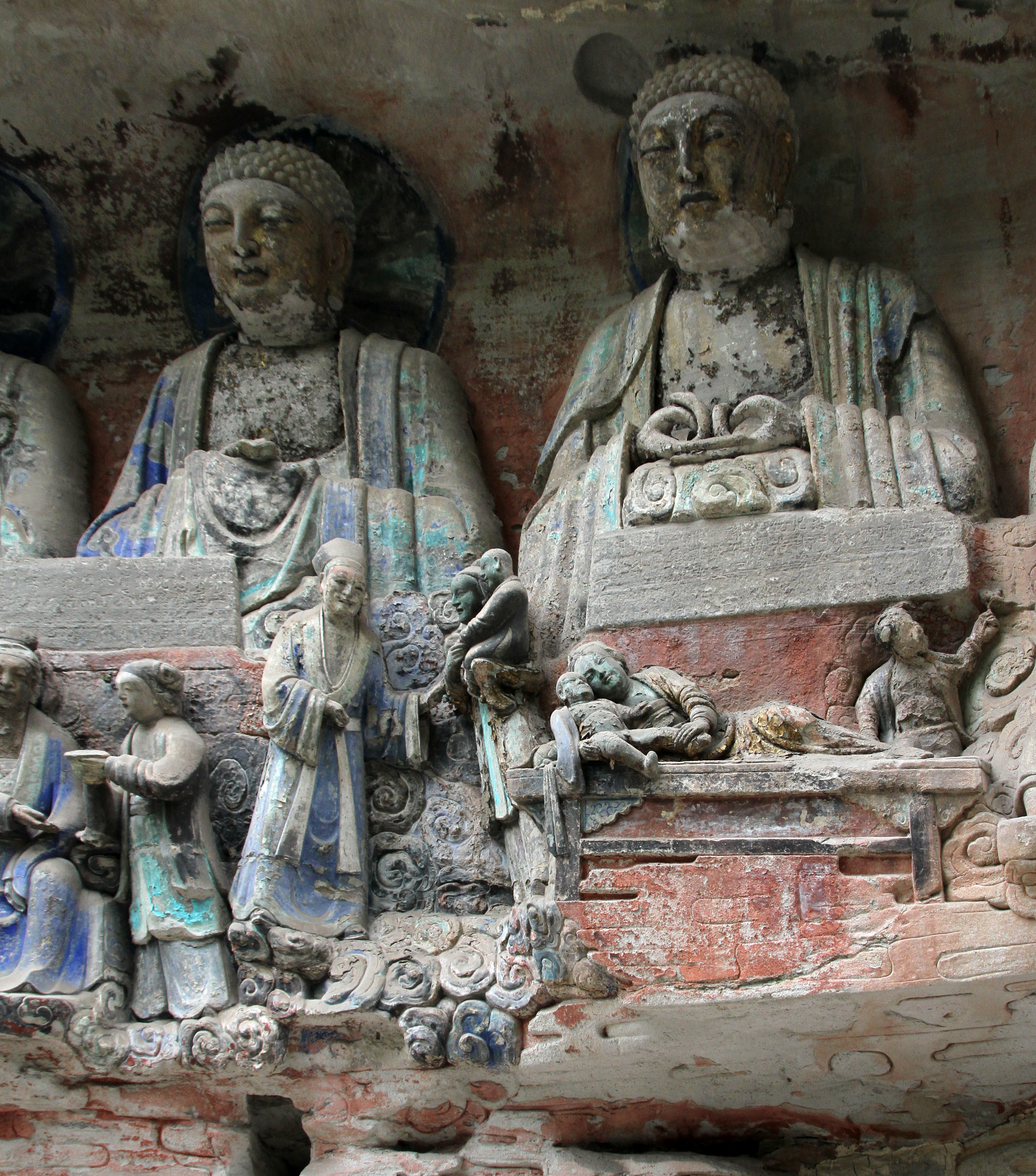
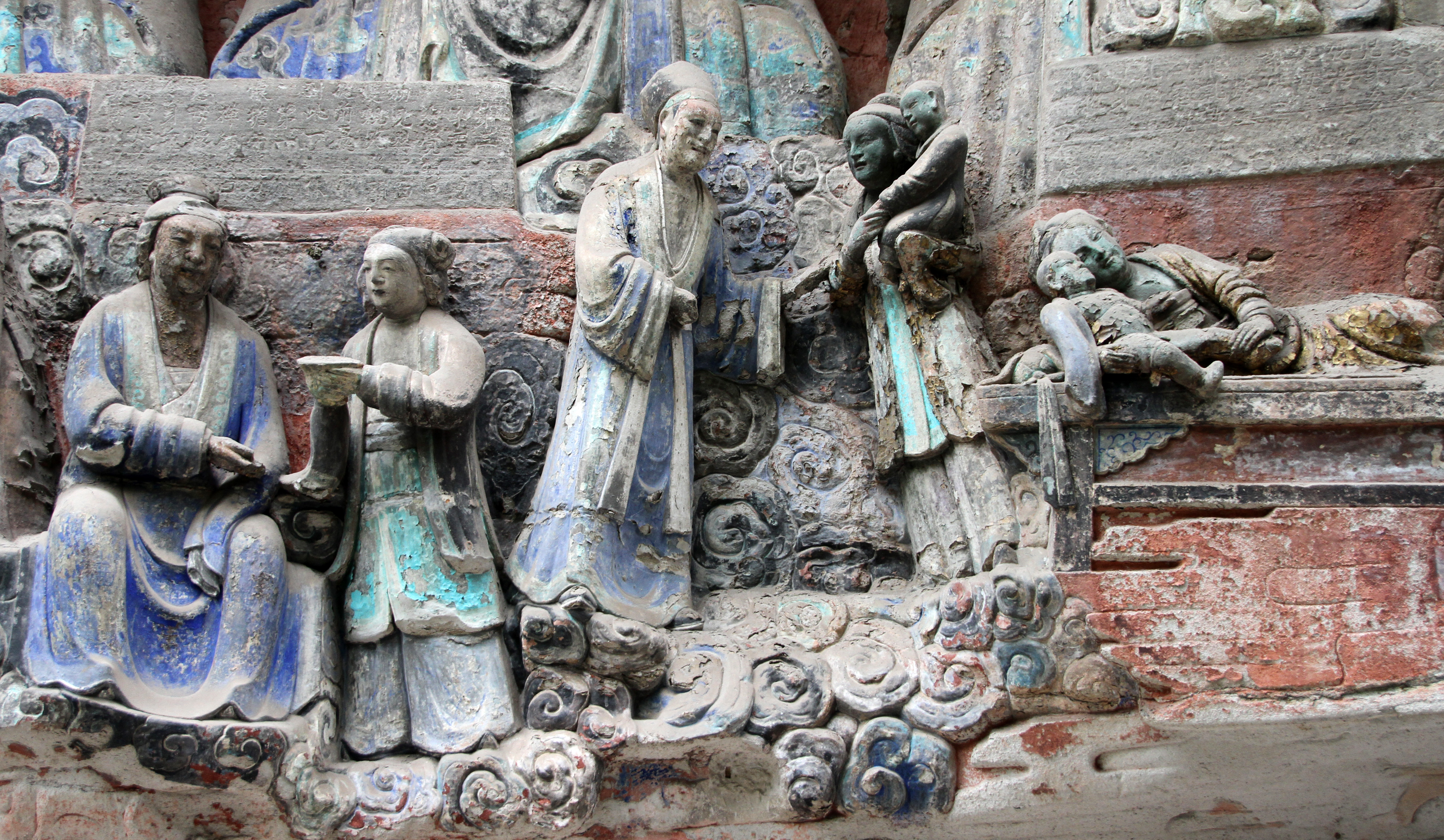
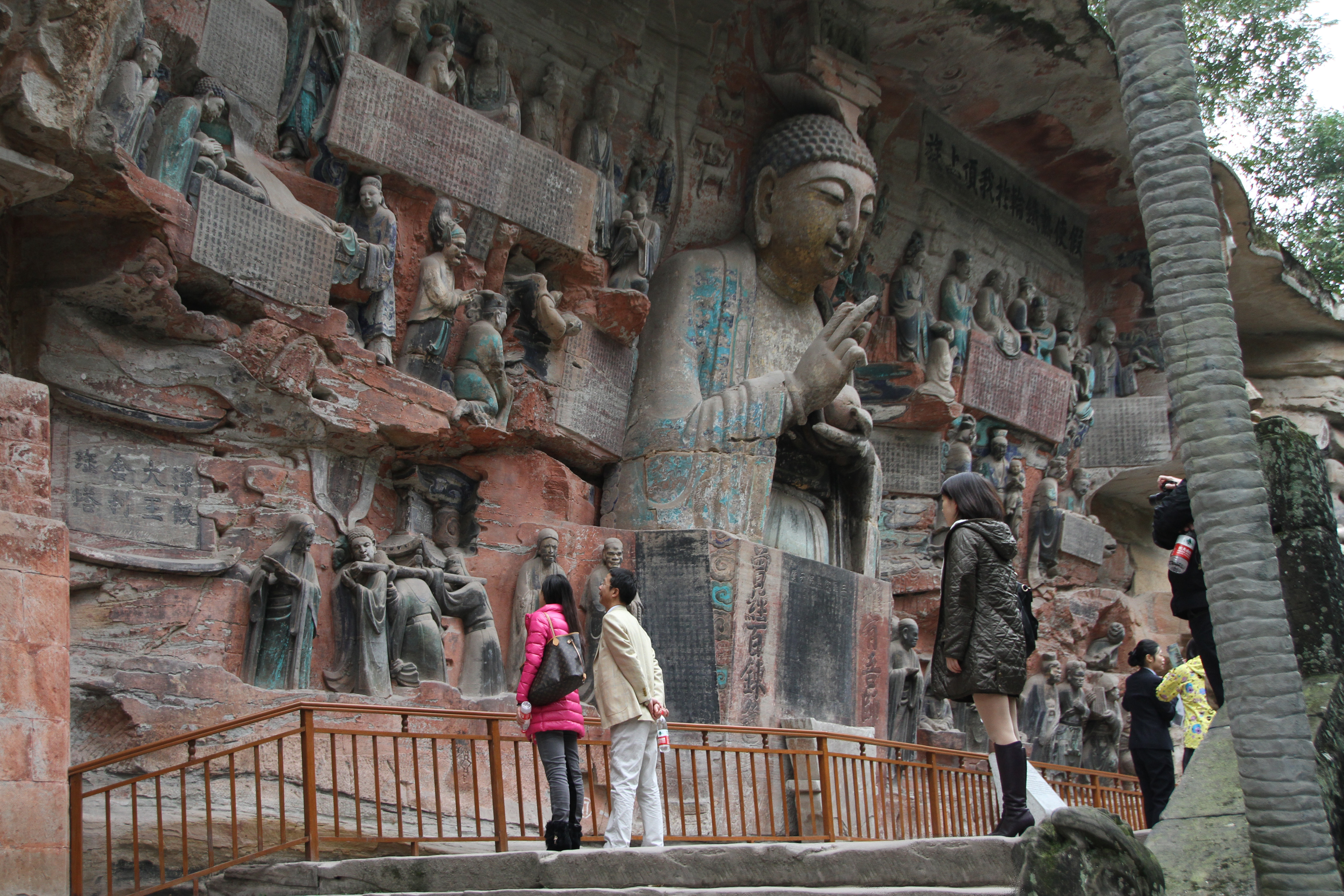
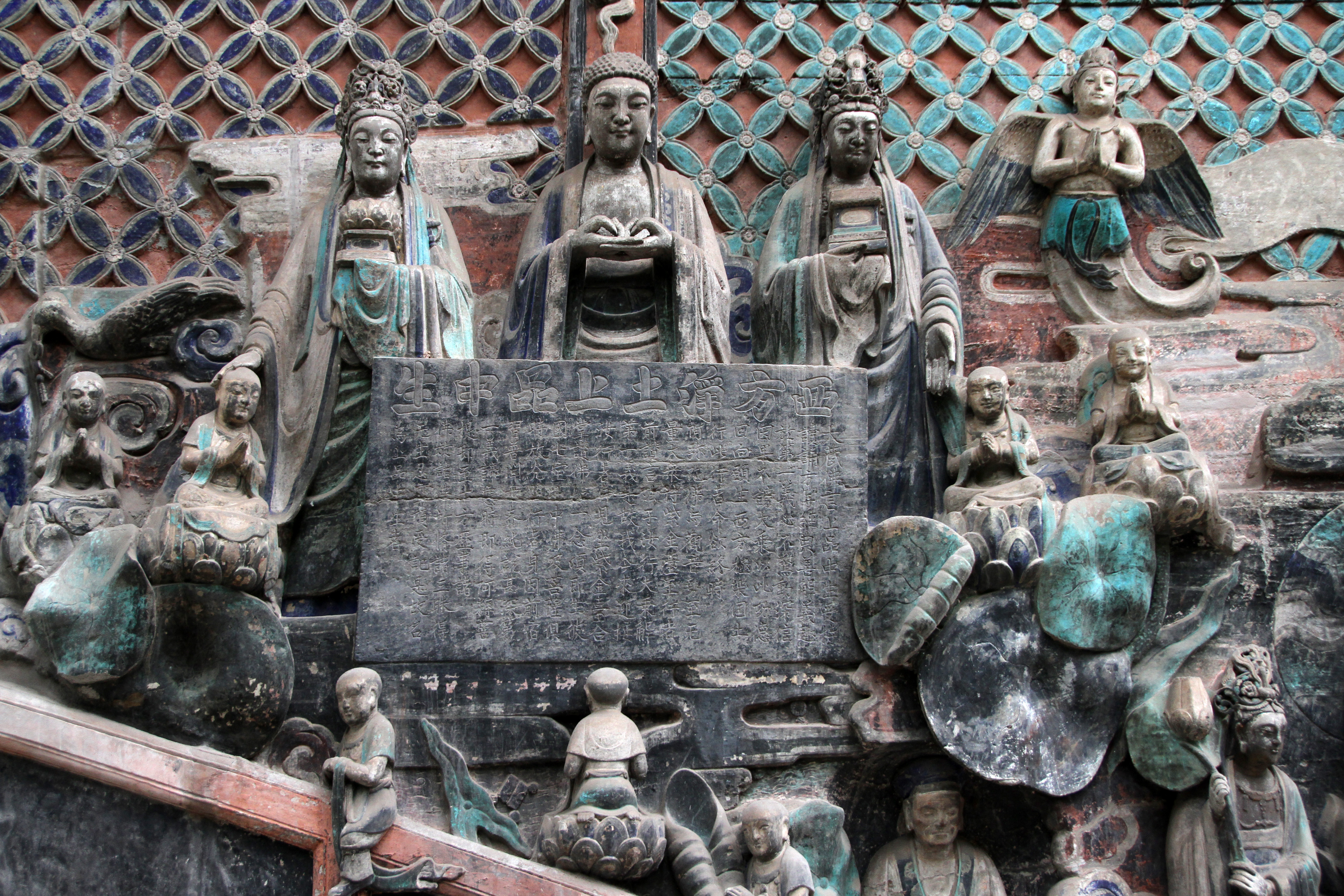
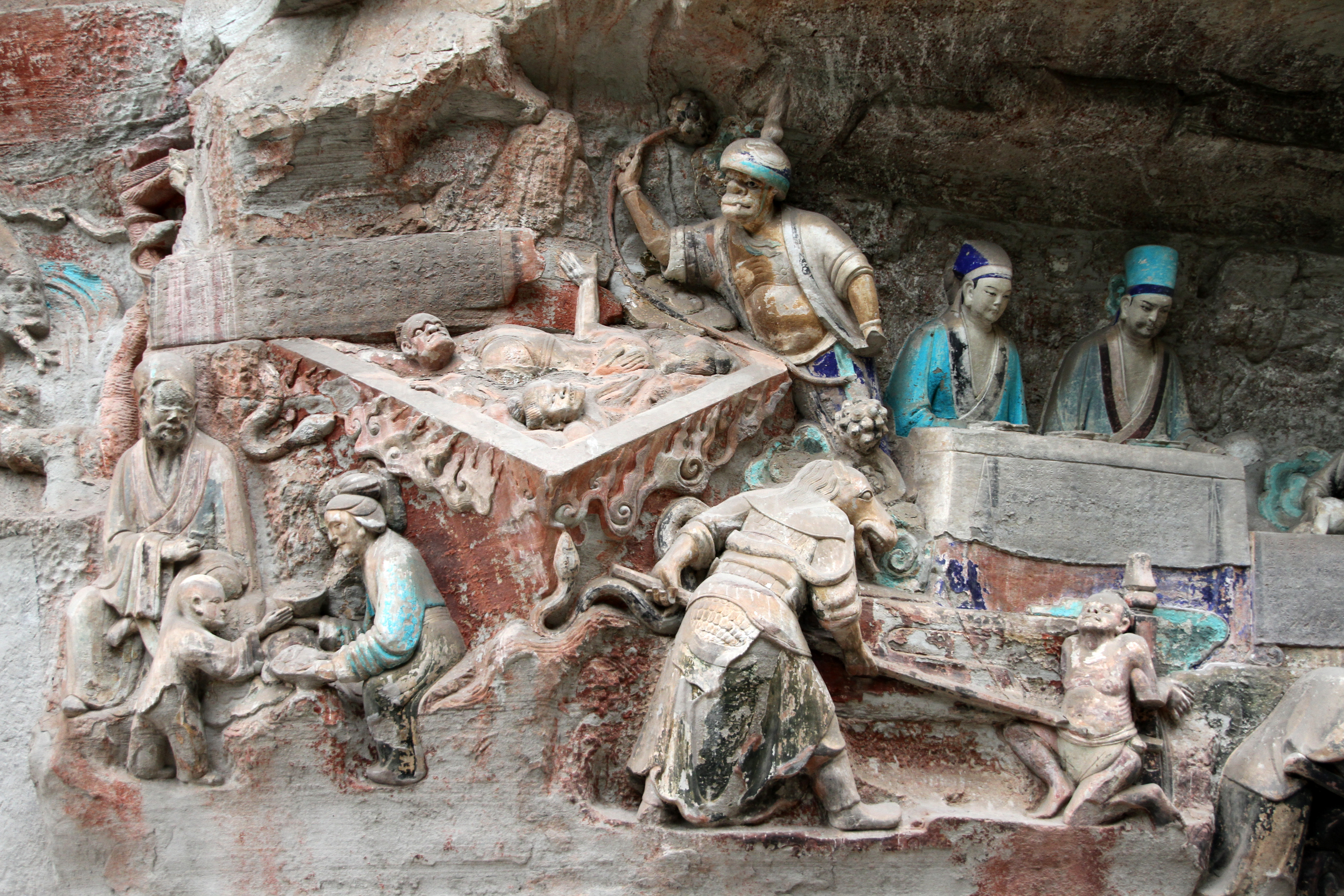
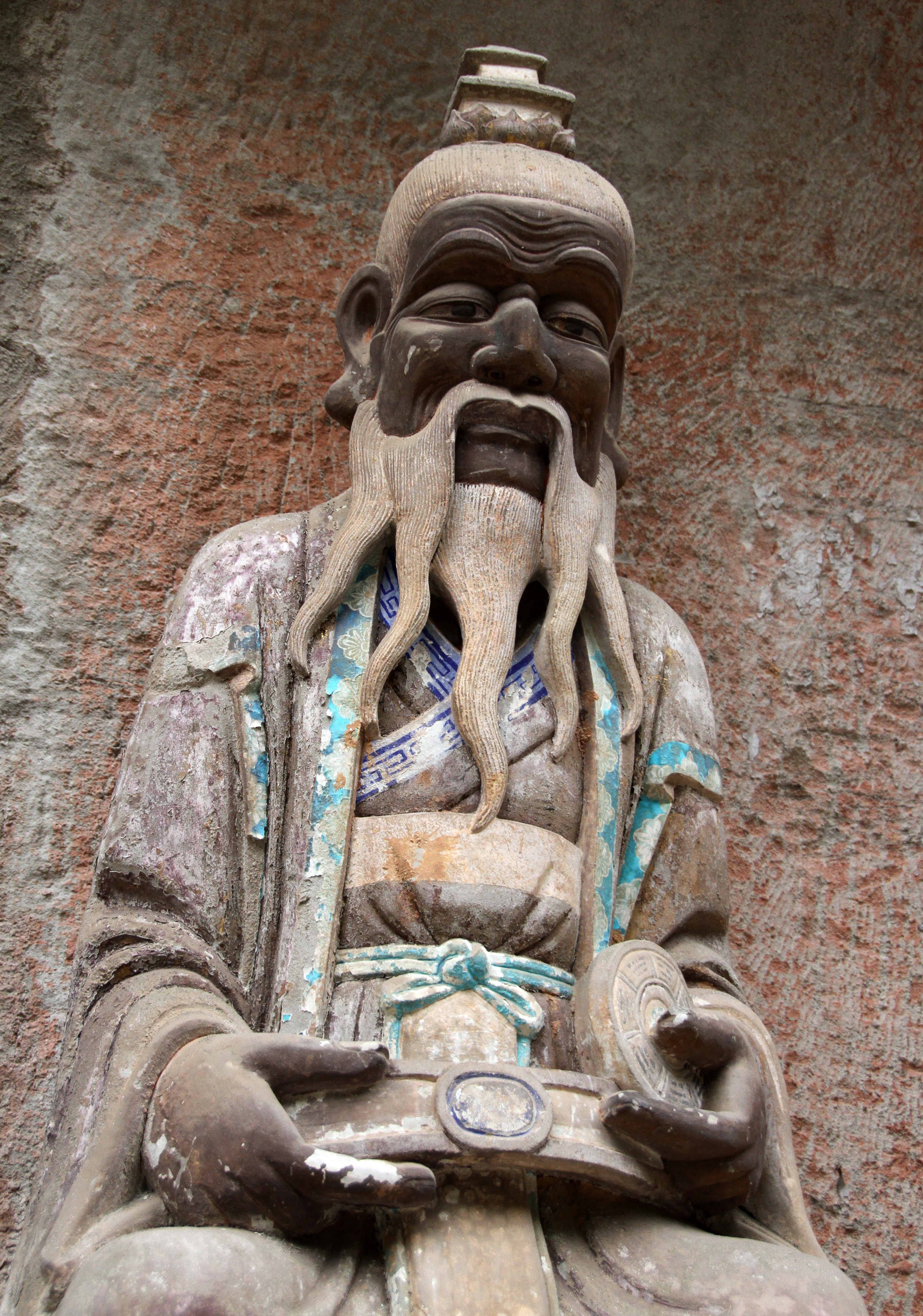
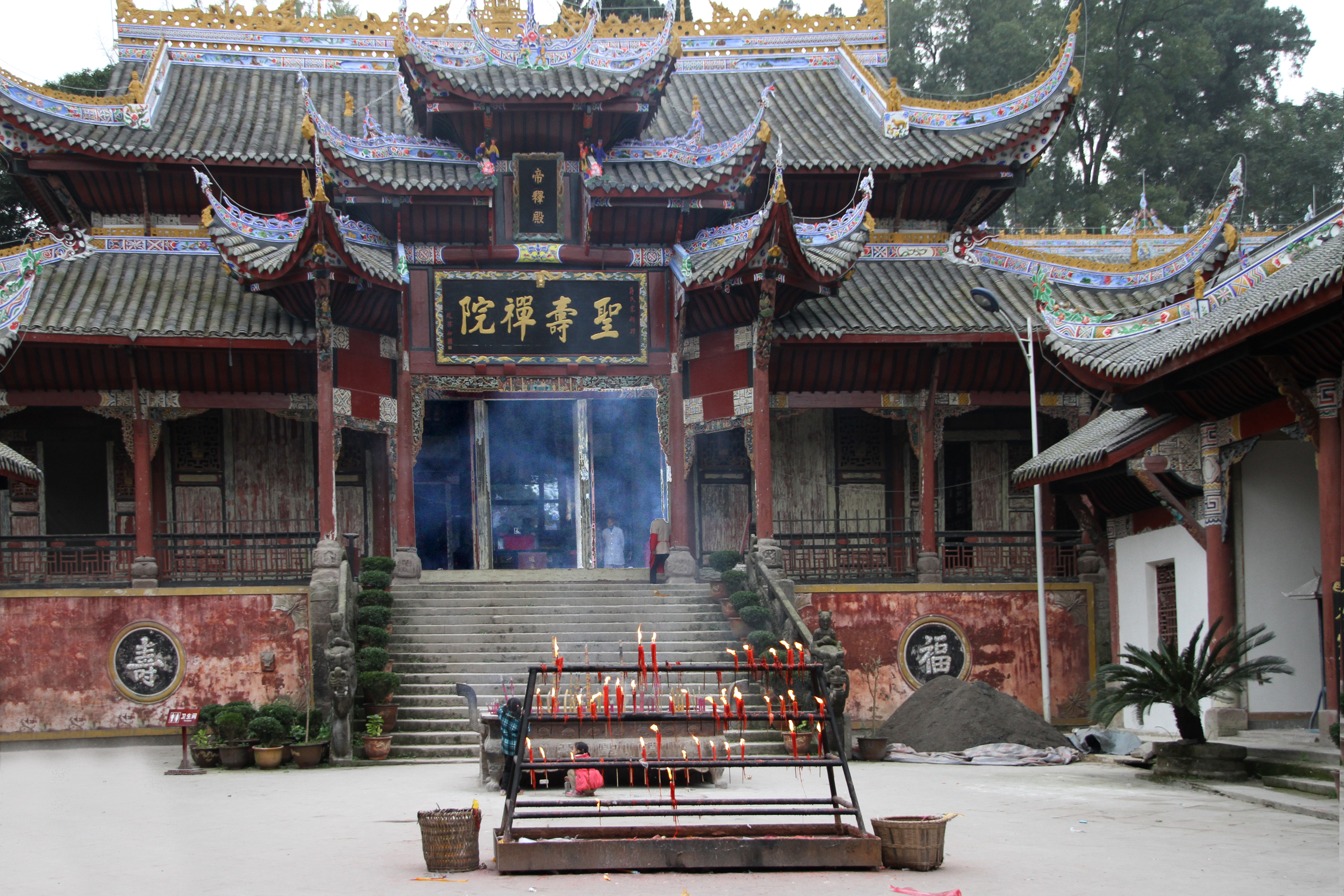